# Alexander-von-Humboldt-Höhle
Die Alexander-von-Humboldt-Höhle ist die einzige bekannte Tropfsteinhöhle im Frankenwald. Sie liegt im gemeindefreien Geroldsgrüner Forst nahe dem Ort Geroldsgrün im oberfränkischen Landkreis Hof in Bayern und ist nach dem Naturforscher und preußischen Oberbergrat Alexander von Humboldt benannt, der in Bad Steben lebte und auch die Höhle untersuchte.

## Beschreibung
Die Höhle liegt drei Kilometer südwestlich von Geroldsgrün nahe Langenau und ist über Wanderwege erreichbar. Sie ist ein größeres Höhlensystem, bestehend aus Gängen und Räumen. Die Karst-Horizontalhöhle liegt im geologischen Grenzbereich zwischen massigem oberdevonischen Flaserkalk und Kalkknollenschiefer. Am Höhlenende befindet sich ein kleiner See mit jahreszeitlich und witterungsabhängig stark schwankendem Wasserspiegel. Die vermessene Gesamtganglänge beträgt 414 Meter. Sie hat eine Gesamtfläche von 4500 m², eine Breite bis zu 30 Metern und eine Höhe von bis zu 3 Metern. Der Eingangsbereich der Höhle ist wegen früherem Sinterraub ganzjährig versperrt. Sie ist vom Bayerischen Landesamt für Umwelt als besonders wertvolles  Geotop (Geotop-Nummer: 475H001) und Naturdenkmal ausgewiesen. Sie dient als Fledermausquartier und liegt im Heilquellen-Schutzgebiet der Max-Marien-Quelle (siehe auch Therme Bad Steben).

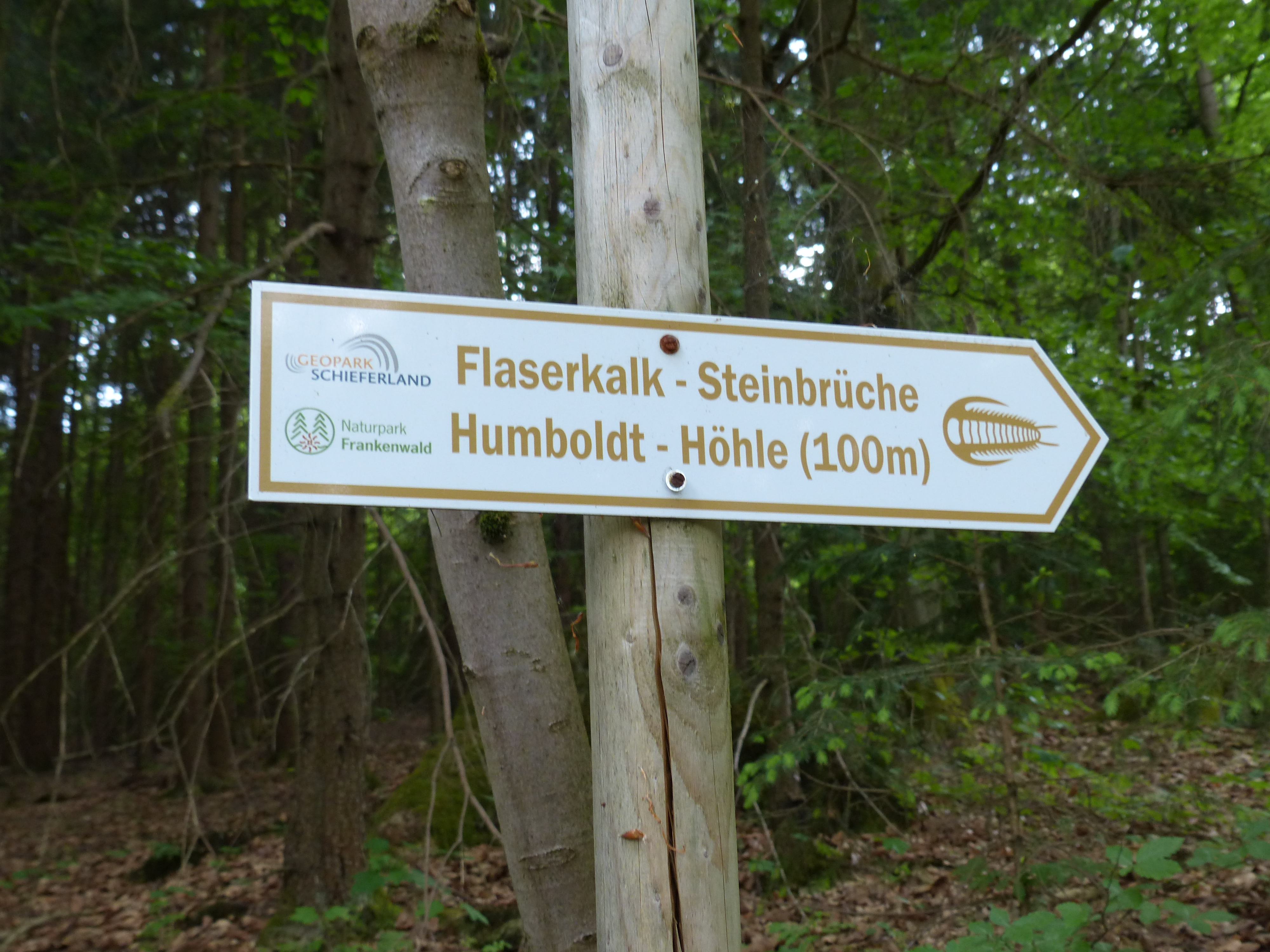
Wegweiser zur Höhle
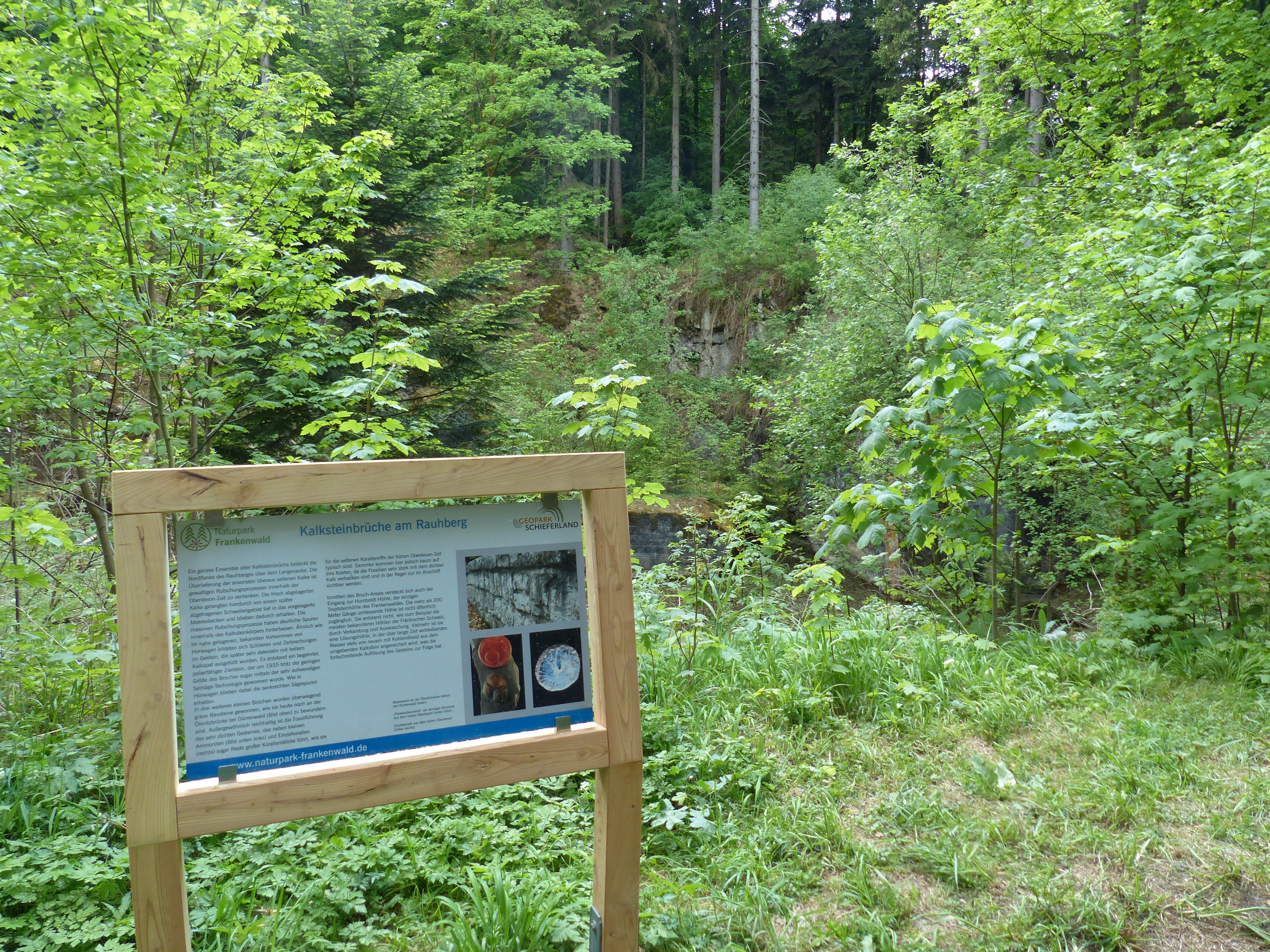
Infotafel an einem der Kalksteinbrüche

Die älteste Beschreibung der Höhle stammt aus dem Jahr 1797 vom Lehrer und Heimatforscher Johann Theodor Benjamin Helfrecht. Alexander von Humboldt inspizierte die Höhle und fertige auch eine Beschreibung, diese gilt jedoch als verschollen. Eine weitere Beschreibung lieferte der Oberbergrat Carl Wilhelm von Gümbel im Jahr 1879.